# Шеин, Алексей Георгиевич
Алексей Георгиевич Шеин (бел. Аляксей Георгіевіч Шэін; 13 июля 1976, Минск, БССР) — белорусский писатель, журналист, общественный деятель.

## Биография
Окончил школу с художественным уклоном в городе Гродно и филологический факультет Белорусского государственного университета.
Обучался на магистратуре Европейского гуманитарного университета (Вильнюс, Литва) и в христианском Институте Аггея (англ. Haggai Institute; Джорджия, США).
Один из основателей оппозиционной организации «Молодой Фронт». В 2000—2004 годах — заместитель председателя организации.
В 2005—2006 годах — пресс-секретарь, а затем и составитель речей (спич-райтер) кандидата в президенты Беларуси Александра Милинкевича. Был инициатором проведения кампании «За свободу совести» (бел. За свабоду сумлення), во время которой было собрано более 50 000 подписей жителей республики за изменения в законах о религии. Был сопредседателем оргкомитета Белорусской христианской демократии.
В 2015 году был организатором курсов белорусского языка «Моваведа» (с бел. — «языковедение»).

### Дебютный роман
В 2015 году вышел роман Алексея Шеина «Семь камней», который получил положительные отзывы таких белорусских критиков-писательниц, как Анна Северинец и Анна Янкута.
Книга получила премию Европейского общества научной фантастики и была номинирована на литературную Премию Тётки в номинации «Наилучшая книга для детей и подростков» (бел. Найлепшая кніга для дзяцей і падлеткаў), а также на премию Ежи Гедройца.
Сюжет «Семи камней» — история о подростке Ясе, который, попав в неведомый мир, решает помочь не только своей подруге исцелиться, но и стране избавиться от диктатора, пришедшего ко власти 24 года назад.

## Награды
- 2014 год — победитель конкурса публицистики «Экслибрис[бел.]», проводимого Союзом белорусских писателей[3].
- 2015 год — премия «Чемпионы гражданского общества» (бел. Чэмпіёны грамадзянскай супольнасці) в номинации «Общественный лидер года» как ведущий лингвистического курса «Моваведа». Премия вручается Ассамблеей демократических неправительственных организаций[бел.][3].
- 2017 год — награждён дипломом «Пятёрка лучших белорусских авторов» (бел. Пяцёрка лепшых беларускіх аўтараў). Награда ежегодно вручается Централизованной системой детских библиотек города Минска[8].
- 2017 год — премия Европейского общества научной фантастики за лучший литературный дебют благодаря книге «Семь камней».➤ Премия ежегодно вручается представителями общества на «Евроконе» — европейском конгрессе научной фантастики, который в 2017 году состоялся в немецком городе Дортмунде[9].